# 俞兴德
俞兴德（1939年11月—），男，汉族，江苏武进人，中华人民共和国政治人物，曾任苏州市人民政府市长，中共江苏省委常委，江苏省人民政府常务副省长，江苏省人大常委会副主任，第七、九届全国人大代表。